# Robert Sibley
Robert Sibley (10 luglio 1966) è un ex cestista australiano.

## Carriera
Giocatore dei Brisbane Bullets, venne convocato dalla nazionale australiana per i Giochi di Seul 1988. Tuttavia una frattura al polso destro, subita prima della partenza per la Corea del Sud, lo costrinse a non disputare alcun incontro della competizione.
Con i Bullets ha vinto due titoli di National Basketball League (1985 e 1987); ha disputato 305 incontri nella squadra di Brisbane, ed è al secondo posto nella classifica assoluta di presenze dei Bullets, alle spalle di Leroy Loggins (513 presenze). Nel 1993 ha vinto il titolo con i Melbourne Tigers.

## Palmarès
- National Basketball League: 3

Brisbane Bullets: 2 (1985, 1987)
Melbourne Tigers: 1 (1993)